# تپه بالا
تپه بالا مربوط به سده‌های اولیه و میانه دوران‌های تاریخی پس از اسلام است و در شهرستان ملایر، بخش مرکزی، دهستان حرم رود علیا، روستای توچغاز واقع شده و این اثر در تاریخ ۷ اسفند ۱۳۸۶ با شمارهٔ ثبت ۲۱۶۲۶ به‌عنوان یکی از آثار ملی ایران به ثبت رسیده است.